# Stop Out
Stop Out es un equipo de fútbol de la ciudad de Lower Hutt, Nueva Zelanda que juega en la Central Premier League. Aunque la institución deportiva se inició en 1919, recién en 1929 se fundó el equipo de fútbol que a lo largo de historia ganó una vez la Copa Chatham y consiguió un subcampeonato en la Liga Nacional.

## Palmarés
- Copa Chatham (1): 1956.